# Sobremonte (departamento)
Sobremonte é um departamento da Argentina, localizado na província de Córdova. Possuía, em 2019, 5.034 habitantes.